# Jan Blažek (cestista)
Jan Blažek (Praga, 13 settembre 1947 – Praga, 29 settembre 2016) è stato un cestista cecoslovacco.

## Carriera
Con la Cecoslovacchia ha disputato i Giochi olimpici di Monaco 1972 e due edizioni dei Campionati europei (1969, 1973).

## Palmarès
- Campionato cecoslovacco: 6

Slavia VŠ Praga: 1965-66, 1968-69, 1969-70, 1970-71, 1971-72, 1973-74